# Regierung Petr Fiala
Die Regierung Petr Fiala amtiert seit dem 17. Dezember 2021 in der Tschechischen Republik. Sie löste das zweite Kabinett von Andrej Babiš ab. Die Regierung verfügt über eine Mehrheit von 108 Mandaten im Abgeordnetenhaus des tschechischen Parlaments und setzt sich aus den insgesamt fünf bisherigen Oppositionsparteien zusammen, die bei den Wahlen im Oktober 2021 in den zwei Wahlkoalitionen Spolu (ODS, KDU–ČSL, TOP 09) und PaS (Piráti, STAN) antraten.
Am 9. November 2021 erteilte Staatspräsident Miloš Zeman dem Vorsitzenden der ODS, Petr Fiala, einen Regierungsauftrag und ernannte ihn am 28. November 2021 zum Ministerpräsidenten. Am 10. Dezember 2021 teilte Präsident Zeman mit, dass er trotz Vorbehalten gegen einige der Ministeranwärter nur Jan Lipavský (Piráti) nicht zum Außenminister ernennen würde. Zeman warf ihm mangelnde Qualifikation sowie dessen Ansichten unter anderem zu Israel, zur Visegrád-Gruppe und zu den Sudetendeutschen vor. Der designierte Premierminister Fiala hatte bereits zuvor für den Fall, dass Zeman sein Kabinett nicht insgesamt ernennt, eine Kompetenzklage beim Verfassungsgericht angekündigt. Am 13. Dezember entschied sich Zeman, auch den Außenminister zu ernennen.
Am 17. Dezember 2021 nahm die Regierung ihre Arbeit auf und wurde vereidigt.
Ministerpräsident Petr Fiala kündigte am 24. September 2024 die Abberufung Bartošs von seinem Ministerposten für den 30. September 2024 aufgrund von Verzögerungen bei der Digitalisierung der Bauverwaltung an. Daraufhin beschlossen Piráti, die Koalition zu verlassen. Michal Šalomoun als Minister für Gesetzgebung reichte am 1. Oktober 2024 seinen Rücktritt ein. Jan Lipavský trat aus der Piráti-Partei aus, bleibt aber weiterhin Außenminister.

## Regierungsmitglieder
| Amt                                                                                        | Name                                                                  | Bild | Partei | Partei                   |
| ------------------------------------------------------------------------------------------ | --------------------------------------------------------------------- | ---- | ------ | ------------------------ |
| Ministerpräsident                                                                          | Petr Fiala                                                            |      |        | ODS                      |
| Erster Stellvertretender Ministerpräsident Innenminister                                   | Vít Rakušan                                                           |      |        | STAN                     |
| Stellvertretender Ministerpräsident Minister für Arbeit und Soziales                       | Marian Jurečka                                                        |      |        | KDU-ČSL                  |
| Stellvertretender Ministerpräsident für Digitalisierung Minister für regionale Entwicklung | Ivan Bartoš bis 30. September 2024                                    |      |        | Piráti                   |
| Minister für regionale Entwicklung                                                         | Marian Jurečka (kommissarisch) 30. September 2024 bis 7. Oktober 2024 |      |        | KDU-ČSL                  |
| Minister für regionale Entwicklung                                                         | Petr Kulhánek ab 7. Oktober 2024                                      |      |        | STAN                     |
| Stellvertretender Ministerpräsident Gesundheitsminister                                    | Vlastimil Válek                                                       |      |        | TOP 09                   |
| Finanzminister                                                                             | Zbyněk Stanjura                                                       |      |        | ODS                      |
| Außenminister                                                                              | Jan Lipavský                                                          |      |        | parteilos (zuvor Piráti) |
| Verteidigungsministerin                                                                    | Jana Černochová                                                       |      |        | ODS                      |
| Justizminister                                                                             | Pavel Blažek bis 10. Juni 2025                                        |      |        | ODS                      |
| Justizminister                                                                             | Eva Decroix ab 10. Juni 2025                                          |      |        | ODS                      |
| Kulturminister                                                                             | Martin Baxa                                                           |      |        | ODS                      |
| Minister für Industrie und Handel                                                          | Jozef Síkela bis 7. Oktober 2024                                      |      |        | STAN                     |
| Minister für Industrie und Handel                                                          | Lukáš Vlček ab 7. Oktober 2024                                        |      |        | STAN                     |
| Minister für Bildung, Jugend und Sport                                                     | Petr Gazdík bis 29. Juni 2022                                         |      |        | STAN                     |
| Minister für Bildung, Jugend und Sport                                                     | Vladimír Balaš 29. Juni 2022 bis 4. Mai 2023                          |      |        | STAN                     |
| Minister für Bildung, Jugend und Sport                                                     | Mikuláš Bek seit 4. Mai 2023                                          |      |        | STAN                     |
| Landwirtschaftsminister                                                                    | Marian Jurečka kommissarisch, bis 3. Januar 2022                      |      |        | KDU-ČSL                  |
| Landwirtschaftsminister                                                                    | Zdeněk Nekula 3. Januar 2022 bis 28. Juni 2023                        |      |        | KDU-ČSL                  |
| Landwirtschaftsminister                                                                    | Marek Výborný ab 29. Juni 2023                                        |      |        | KDU-ČSL                  |
| Verkehrsminister                                                                           | Martin Kupka                                                          |      |        | ODS                      |
| Umweltminister                                                                             | Anna Hubáčková bis 1. November 2022                                   |      |        | KDU-ČSL                  |
| Umweltminister                                                                             | Marian Jurečka geschäftsführend, 1. November 2022 bis 10. März 2023   |      |        | KDU-ČSL                  |
| Umweltminister                                                                             | Petr Hladík seit 10. März 2023                                        |      |        | KDU-ČSL                  |
| Minister für Wissenschaft, Forschung und Innovation                                        | Helena Langšádlová bis 5. Mai 2024                                    |      |        | TOP 09                   |
| Minister für Wissenschaft, Forschung und Innovation                                        | Marek Ženíšek seit 16. Mai 2024                                       |      |        | TOP 09                   |
| Minister ohne Geschäftsbereich Vorsitzender des Legislativrates der Regierung              | Michal Šalomoun bis 11. Oktober 2024                                  |      |        | Piráti                   |
| Minister für europäische Angelegenheiten                                                   | Mikuláš Bek bis 4. Mai 2023                                           |      |        | STAN                     |
| Minister für europäische Angelegenheiten                                                   | Martin Dvořák seit 4. Mai 2023                                        |      |        | STAN                     |